# Кондуело Піріс
Кондуело Піріс (ісп. Conduelo Píriz, 17 липня 1905, Монтевідео, Уругвай — 25 грудня 1976) — уругвайський футболіст, що грав на позиції півзахисника, зокрема, за клуби «Дефенсор Спортінг» та «Насьйональ», а також національну збірну Уругваю.
Чемпіон світу 1930 і чемпіон Уругваю 1933.

## Клубна кар'єра
У 1920—1930-і роки виступав за «Дефенсор», а потім за «Насьйональ». 
Старший брат Кондуело, Хуан Піріс, також був відомим футболістом, грав за «Пеньяроль», «Насьональ» і «Дефенсор», разом зі збірною Уругваю ставав олімпійським чемпіоном 1928 року. Двоюрідний брат Кондуело і Хуана, Хуан Еміліо Піріс, ставав переможцем чемпіонату Південної Америки 1935 року, був одним з кращих бомбардирів в історії «Дефенсор».

## Виступи за збірну
За збірну Уругваю дебютував у грі проти Аргентини 16 червня 1929 року. Останній матч за «Селесте» провів проти того ж суперника в Монтевідео (перемога господарів 1:0). Протягом кар'єри у національній команді, яка тривала 4 роки, провів у її формі 7 матчів.
У складі збірної був учасником:
Чемпіонату Південної Америки 1929 року в Аргентині, на якому команда здобула бронзові нагороди;
чемпіонату світу 1930 року в Уругваї. На поле не виходив, але здобув титул чемпіона світу.
Помер 25 грудня 1976 року на 72-му році життя.

## Титули і досягнення
- Чемпіон світу (1): 1930
- Чемпіон Уругваю (1)

«Насьйональ»: 1933
- Бронзовий призер Чемпіонату Південної Америки: 1929